# Zona de calmas ecuatoriales

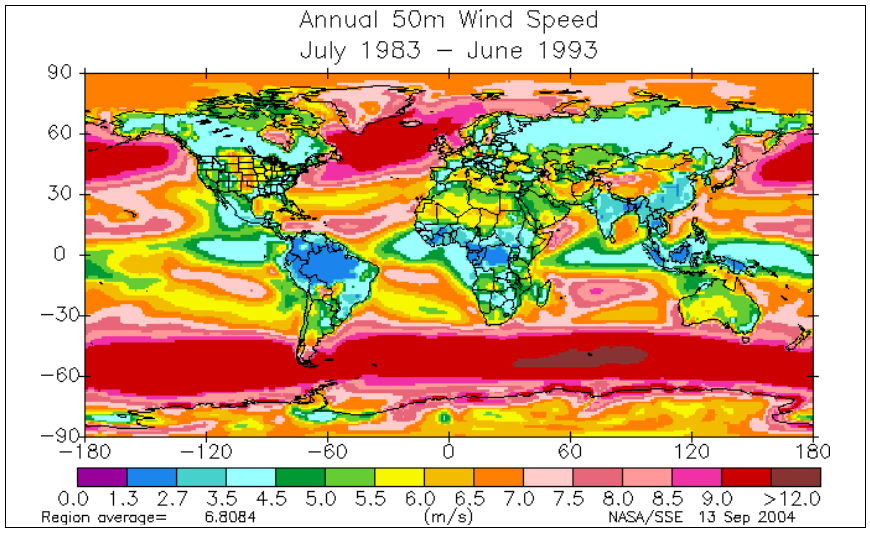
Mapa del promedio anual de la velocidad del viento. Obsérvese la calma a la altura del ecuador, la cual es más pronunciada sobre las selvas ecuatoriales.

Se denomina zona de calmas ecuatoriales o calma ecuatorial al fenómeno climático que se sitúa a la par del ecuador terrestre, atribuido a los vientos suaves, que se denominan calmas, acompañado de sistemas de lluvias abundantes y calor, y que se localizan sobre los océanos y continentes que atraviesan, cambiando de posición y tamaño con el rumbo de las estaciones. En esta zona se producen períodos de gran calma cuando los vientos virtualmente desaparecen por completo, atrapando las naves a vela por períodos de días o semanas. 
La zona se sitúa característicamente en el lugar donde convergen los vientos alisios del hemisferio norte con los del hemisferio sur, por lo que desde el punto de vista de la circulación atmosférica, esta región se relaciona con la zona de convergencia intertropical, lo que implica el desarrollo de vientos ascendentes y la formación a gran altura de los vientos antialisios. Las calmas se producen porque la convergencia de vientos ocasiona baja presión atmosférica, por lo que también se le relaciona con la vaguada ecuatorial o ecuador meteorológico.
La zona de calmas ecuatoriales en inglés se denomina doldrums, palabra que proviene de dold (estúpido) y rum (rabieta infantil), como una forma coloquial de referirse al capricho del viento que en calma entorpece la navegación a vela; el término parece haber surgido en el siglo XVIII, cuando las travesías a vela cruzando el ecuador se hicieron más comunes.

## Características

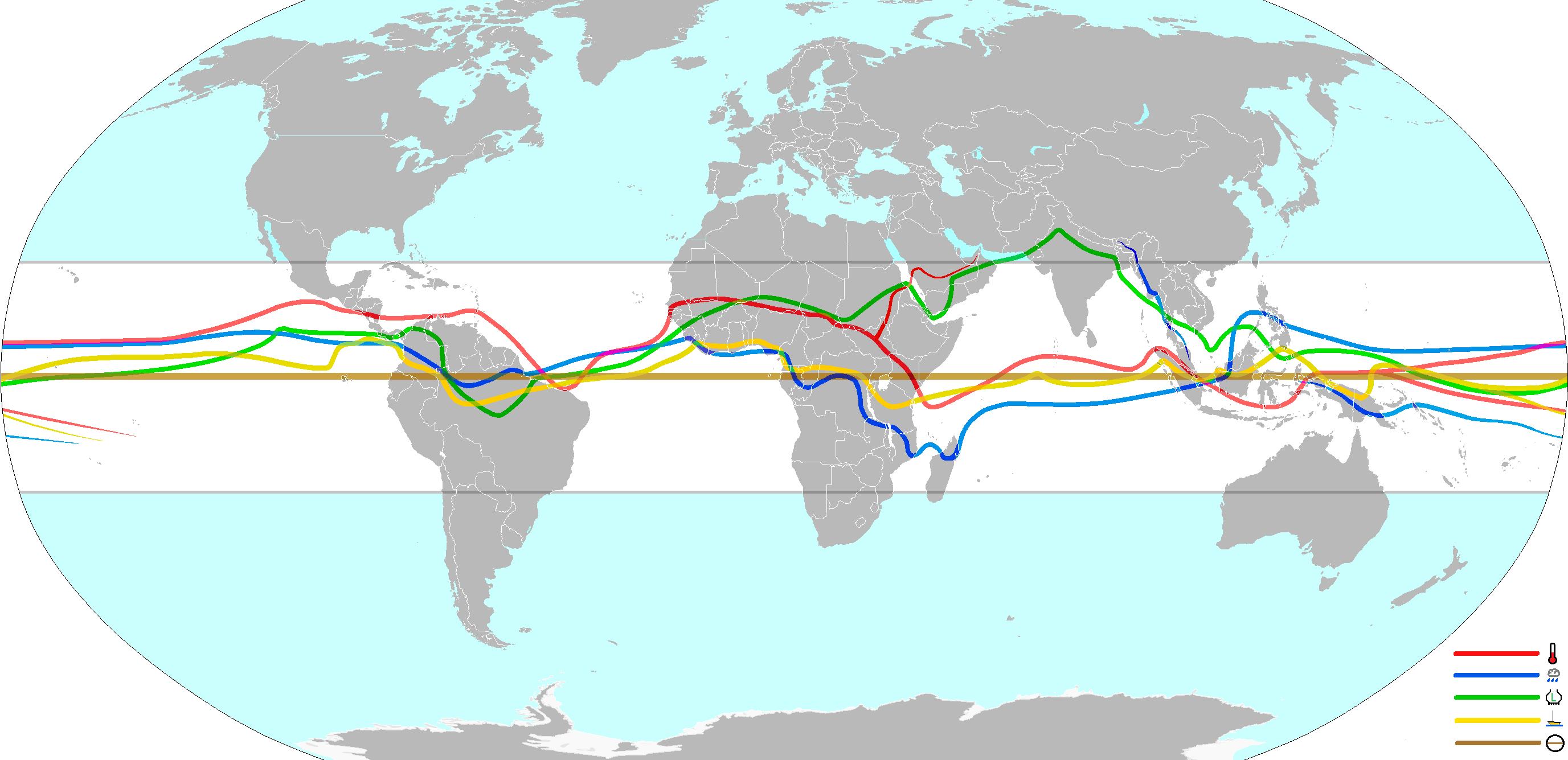
En color amarillo se representa la media anual continua de mayor calma ecuatorial.

La anchura media de la zona de calmas ecuatoriales sobre los océanos es de 6 º y su ubicación varía estacionalmente, siguiendo al calor y moviéndose anualmente entre el hemisferio norte y el sur, de tal modo que su oscilación promedio está entre los 5ºS y 15ºN, lo que significa que en promedio la mayor parte del año está en el hemisferio norte. 
Sobre la zona y siguiendo su dirección, está el círculo o anillo de nubes que rodea la Tierra y que se denomina cinturón de lluvias tropicales. Es por ello que la precipitación es constante, con lluvias copiosas y tormentas, lo que aunado al calor y la falta de viento, hace que el tiempo sea sofocante y desagradable.

### Vientos antialisios
En estas zonas, el aire caliente de la superficie terrestre asciende y fluye al noreste y sureste, a altitudes aproximadas de 800 y 1600 m s. n. m., donde origina los vientos antialisios.

En el ecuador terrestre, estas calmas tienen depresiones, mientras que en las latitudes que van de los 30° a 40° se presentan anticiclones, y generalmente coinciden con las regiones en las que el viento se mueve en sentido vertical, ascendente o descendente.
Los vientos contralisios o antialisios son los que suben en la zona del ecuador y viajan por la alta atmósfera en sentido opuesto a los alisios.

Cuando van a los 30° de latitud norte o sur, descienden prácticamente sin humedad y forman la zona de Calma descendente subtropical.

Se denominan vientos del oeste a aquellos que regresan al ecuador térmico o forman nuevamente los vientos alisios.

El viento polar se forma después de la zona baja de presión subpolar. El viento sopla en las alturas hacia los polos, pero al llegar a éstos desciende, formando análogamente una zona de calma ascendente polar. Cuando este viento rebasa las zonas de calma ascendente polar se le denomina frente polar u onda fría. Los vientos periódicos son llamados así porque suelen soplar durante un período en una dirección y en el siguiente en sentido opuesto.